# Český atletický svaz
La Český atletický svaz (ˈtʃɛskiː ˈatlɛtɪtskiː ˈsvas, abbreviata ČAS) è la federazione ceca che si occupa di atletica leggera a livello nazionale.
Nasce nel 1992 dalla Československá atletický svaz, in seguito alla divisione della Cecoslovacchia.